# Brades
Brades również Brades Estate – faktyczna stolica Montserratu (oficjalnie stolicą jest zniszczone przez wybuch wulkanu Soufrière Hills miasto Plymouth).
Położone jest w północno-zachodniej części wyspy.
Liczy obecnie około 1000 mieszkańców.